# Sleepmakeswaves
Sleepmakeswaves ist eine australische Post-Rock-Band aus Sydney, die im Jahr 2006 gegründet wurde.

## Geschichte
Die Band wurde im Jahr 2006 gegründet und bestand aus dem Bassisten und Keyboarder Alex Wilson, dem Schlagzeuger Tom Binetter und den Gitarristen Jonathan Khor und William Smith. Nachdem die Gruppe ein erstes Demo veröffentlicht hatte und die ersten Konzerte abgehalten worden waren, erschien im Jahr 2008 eine erste EP In Today, Already Walks Tomorrow. Dadurch, dass ein Fan des Films Twilight – Bis(s) zum Morgengrauen noch im selben Jahr sein YouTube-Fan-Video mit dem Sleepmakeswaves-Lied One Day You Will Teach Me To Let Go of My Fears unterlegte, konnte die Gruppe ihre Bekanntheit erheblich steigern, da das Video bereits innerhalb kürzester Zeit 200.000 mal angeklickt wurde. Dadurch wurde das Lied über 50.000 mal heruntergeladen. Noch im selben Jahr verließ Tom Binetter die Besetzung und wurde durch Otto Wicks-Green ersetzt. Daraufhin nahm die Gruppe ihr erstes Album im Wingello State Forest in New South Wales auf, das 2011 unter dem Namen …and So We Destroyed Everything erschien. Der Veröffentlichung folgten Auftritte in Australien zusammen mit Russian Circles, Mono und Boris. Währenddessen verließ der Schlagzeuger Smith die Band und wurde durch Tim Adderly ersetzt. In neuer Besetzung folgten Auftritte in Australien zusammen mit Karnivool und eine Europatournee zusammen mit 65daysofstatic. Da sich 65daysofstatic und Sleepmakeswaves miteinander anfreundeten, hielten sie später noch weitere Auftritte in Australien und Tourneen in Europa ab. Im Jahr 2011 hielt die Band insgesamt acht Touren durch Australien ab, drei durch Europa und mehrere Konzerte in den USA inklusive eines Auftritts auf dem South by Southwest. Im selben Jahr spielte die Band unter anderem auch zusammen mit Dead Letter Circus und Tortoise, ehe sie 2012 bei den ARIA Awards nominiert wurde. 2014 erschien das zweite Album Love of Cartography, das per Crowdfunding finanziert worden war. Das Album erreichte Platz 31 in den australischen Albumcharts.

## Stil
Laut laut.de wird die Gruppe seit ihrem Erfolg durch das YouTube-Video in einem Atemzug mit Mogwai genannt. Auf dem zweiten Album der Band stehe der Wechsel von lauten und leisen Passagen im Vordergrund, wie es bei vielen Post-Rock-Bands der Fall sei. Am Anfang ihrer Karriere sei die Band noch sehr aggressiv gewesen, ehe man auf dem zweiten Album vielschichtiger werde und man baue „elektronische Spielereien“ ein. Zudem klängen die Gitarren nun „clean“. Die Band zähle härtere Post-Rock-Bands wie Russian Circles und And So I Watch You from Afar zu ihren Einflüssen. Zudem läge auch ein Vergleich zu Gruppen wie Karnivool und 65daysofstatic nahe. Die Gruppe selbst nenne ihre Musik „Crescendo-Core“. Laut Andreas Schiffmann vom Rock Hard spielt die Band auf Love of Cartography abwechslungsreichen Post-Rock, da aggressive und seichte Passagen im Wechsel stünden. Im Gegensatz zu vielen aktuellen Post-Rock-Bands besinne sich die Gruppe auf die Grundprinzipien des Genres. Der Bass werde virtuos gespielt und man arbeite auch ein paar elektronische Einflüsse ein.

## Diskografie
- 2007: Sleepmakeswaves (Demo, Lost Children Net Label)
- 2008: In Today Already Walks Tomorrow (EP, Eigenveröffentlichung)
- 2009: Sleepmakeswaves & Tangled Thoughts of Leaving (Split mit Tangled Thoughts of Leaving, Eigenveröffentlichung)
- 2011: … And So We Destroyed Everything (Album, Bird’s Robe Records)
- 2012: Sleepmakeswaves US EP (EP, Bird’s Robe Records)
- 2013: … And Then They Remixed Everything (Remix des Debütalbums, Bird’s Robe Records)
- 2014: Love of Cartography (Album, Bird’s Robe Records)
- 2017: Made of Breath Only (Album, Bird’s Robe Records)
- 2020: These Are Not Your Dreams (Album, Bird’s Robe Records)
- 2024: It's Here, But I Have No Names For It (Album, Bird’s Robe Records)